# Nikolaj Feofanovič Kaščenko
Nikolaj Feofanovič Kaščenko (in russo Николай Феофанович Кащенко?; Governatorato di Ekaterinoslav, 7 maggio 1855 – Kiev, 29 marzo 1935) è stato un biologo sovietico, accademico dell'Accademia delle scienze della Repubblica Socialista Sovietica Ucraina (dal 1919).

## Biografia
Nato nella fattoria di Veselyj, nell'attuale oblast' di Zaporižžja, si laureò all'Università di Charkiv nel 1880. Nel 1888 divenne professore e, nel 1895, rettore dell'Università di Tomsk. Nel 1912 divenne professore all'Istituto Politecnico di Kiev. Tra il 1913 e il 1935 fu direttore del giardino di acclimatamento dell'Accademia delle scienze della Repubblica Socialista Sovietica Ucraina a Kiev. Fu anche organizzatore e direttore del museo zoologico di tale istituzione (1919-26). Si occupò soprattutto di embriologia (dimostrò che il mesenchima si forma non solo dal mesoderma, ma anche dall'ectoderma) e di embriologia patologica umana. Kaščenko effettuò ricerche anche sulla fauna siberiana (in particolare sui mammiferi) e sull'acclimatamento di piante da frutto e altri vegetali alle condizioni della Siberia e dell'Ucraina.